# بيدرو فيريرا-مينديز
بيدرو فيريرا-مينديز هو لاعب كرة قدم برازيلي في مركز الهجوم، ولد في 13 مايو 1990 في غويانيا في البرازيل. لعب مع أتلانتا سيلفرباكس وإندي إليفن.

## وصلات خارجية
- بيدرو فيريرا-مينديز على موقع قاعدة بيانات كرة القدم.إي يو (الإنجليزية)
- بيدرو فيريرا-مينديز على موقع Soccerway.com (الإنجليزية)